# 宍戸真澂
宍戸 真澂（ししど ますみ/まさもと）は、江戸時代末期の勤皇家、長州萩藩士。長門萩生まれ。萩藩の重臣として活躍し、萩藩大坂屋敷の留守居役を務めた。

## 生涯
長門国阿武郡川上村で林隆州の三男として生まれる。文化14年（1818年）に毛利氏一門である宍戸藤兵衛知之の養子となり、宍戸氏を継ぐ。若き頃に伴信友や近藤芳樹に師事して、国学を熱心に学び、勤皇思想に感化される。安政3年（1856年）に長州藩京都藩邸の都合人になると在京の梅田雲浜らとも交流した。
同藩の来島又兵衛、久坂玄瑞らとも気脈を通じて活動したが、元治元年（1864年）の禁門の変において長州藩兵の鎮撫に失敗し、帰国した後に俗論派によって野山獄に投獄され、獄中で斬首された（甲子殉難十一烈士）。享年61。
辞世の歌は「われならぬ 人のしをりを たどりつゝ たか根に匂ふ はなをみるかな」。